# Alphonse Daudet
Alphonse Daudet (Nîmes, 1840. május 13. – Párizs, 1897. december 16.) francia regényíró.

## Életpályája
Kereskedő, iparos családból származott. Egy sikeresen publikált verseskötet után az írói pálya mellett döntött. A legnagyobb sikerét Levelek a malomból c. elbeszéléskötetével aratta (1866). A Magyarországon is egykor nagyon népszerű műve, a Tarasconi Tartarin (1872) egy illúziókat kergető dél-francia ember jó kedélyű, humoros története. Később különféle társadalmi típusokat, szokásokat, erkölcsöket ábrázoló regényciklust alkotott Párizsi erkölcsök címmel, ezt azonban az utókor már kevésbé tartja jelentősnek. Laza szálak fűzték a naturalizmushoz. A társadalmi megértés, az elesett emberekhez való vonzódás köti elsősorban oda.

## Művei

### Regények
- Le Roman du chaperon rouge, Michel Lévy, 1862
- Le Petit Chose, Hetzel, 1868
- Tarasconi Tartarin (Tartarin de Tarascon), 1872
- Fromont jeune et Risler aîné, Le Bien Public, 1874
- Jack, Dentu, 1876
- Le Nabab, Charpentier, 1877
- Sapho, Charpentier, 1884
- Tartarin sur les Alpes, 1885
- Notes sur la vie, Charpentier, 1899
- Port-Tarascon, 1890

### Elbeszélések

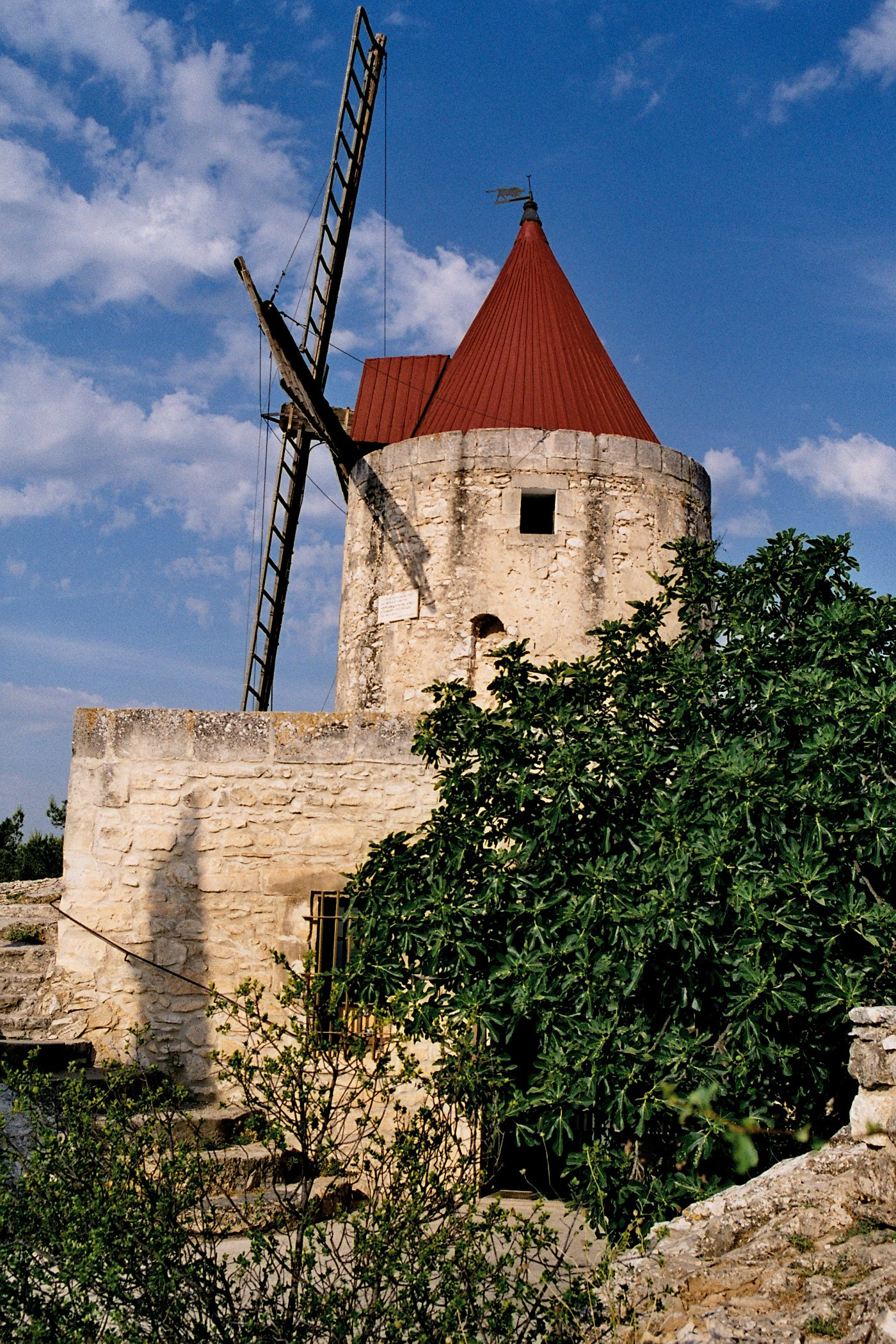
Alphonse Daudet szélmalom (Alpilles)

- Levelek a malomból (Lettres de mon moulin), 1870
- Contes du lundi, 1873
- Promenades en Afrique (Le Monde illustré, 1862)
- Le Bon Dieu de Chemillé qui n'est ni pour ni contre (L'Événement, 1872)
- Le Singe (L'Événement, 1872)
- Le Père Achille (L'Événement, 1872)
- Salvette et Bernadou (Le Bien public, 1873)
- Le Cabecilla (Le Bien public, 1873)
- Wood'stown, conte fantastique (Le Bien public, 1873)
- La Dernière Classe

Színművek
- La Dernière Idole, 1862
- Les Absents, 1864
- L'Œillet blanc, 1865
- Le Frère aîné, 1867
- Lise Tavernier, 1872
- L'Arlésienne, 1872
- Fromont jeune et Risler, 1876
- Jack, 1880
- Le Nabab, 1880

## Magyarul

### 1919-ig
- Ifj. Fromont és id. Risler. Regény a párisi életből; ford. Nagy István; Franklin, Bp., 1876
- A nábob, 1-2.; ford. Fáy J. Béla; Légrády, Bp., 1877
- Egy boldogtalan története. Regény; ford. V. A.; Athenaeum, Bp., 1877
- Tarasconi Tartarin uram jeles kalandjai; ford. Fái J. Béla; Révai, Bp., 1882
- Numa Roumestan. Regény; ford. Fái J. Béla; Révai, Bp., 1882
- A kis Izé. Egy gyermek története. Az ifjúság számára; ford. Borostyáni Nándor; Légrády, Bp., 1883
- Mulatságos történetek. Daudet, Eckstein stb. víg beszélyei; Révai, Bp., 1883
- A véres árny. Regény; ford. K. M., Milassin, Bp., 1886
- Egy hajó története. Regény; ford. Tóth Béla; Révai, Bp., 1890
- Róza és Nina. Regény; Magyar Hírlap, Bp., 1893
- Apró királyok. Regény; Magyar Hírlap, Bp., 1894
- Az evangelistanő. Regény, 1-2.; ford. Zempléni P. Gyula; Pannónia, Bp., 1894
- Jack, egy boldog ifjú története. Regény; ford. Miskolczi Henrik; Kun, Bp., 1896
- Királyok száműzetésben. Regény; ford. Miskolczi Henrik; Kun, Bp., 1896
- A család támasza. Regény, 1-3.; ford. Gerőné-Csrhalmi Irén; Athenaeum, Bp., 1898 (Az Athenaeum olvasótára)
- Rózsa és Ninácska. A kor erkölcsei. Regény; Légrády Testvérek, Bp., 1899 (Legjobb könyvek)
- Levelek egy elhagyott malomból; ford. Sárváry Elek; Franklin, Bp., 1899 (Olcsó könyvtár)
- Tetlegesség. Elbeszélés levelekben; in: Franczia elbeszélők tára. 2. sorozat; Daudet, Claretie et al.; ford. Ambrus Zoltán, B. Tölgyessy Margit; Lampel, Bp., 1899 (Magyar könyvtár)
- Művész házasságok és egyéb elbeszélések; Sachs és Pollák, Bp., 1900 (Irodalmi szecesszió)
- Sapho. Párizsi erkölcsrajz; ford. Szabó Károly; Magyar Hírlap, Bp., 1902
- Tarasconi Tartarin; ford. Endrei Zalán; Vass, Bp., 1903 (Világ regénytár)
- Numa Roumestan / Tartarin; ford. Fáy J. Béla, előszó Ambrus Zoltán; Révai, Bp., 1904 (Klasszikus regénytár)
- Az utolsó leckeóra és egyéb történetek. A Contes du lundiből; ford. Marquis Géza; Lampel, Bp., 1905 (Magyar könyvtár)
- Tarasconi Tartarin rendkívüli kalandjai; Alphonse Daudet regénye után a magyar ifjúság számára átdolg. Róna Béla; Magyar Könyvkiadó Társaság, Bp., 1905
- A nábob / ford. Fáy J. Béla, Budapest, Révai Testvérek Irod. Int. R.-T. 1906 (Klasszikus Regénytár)
- Művészházasságok; ford. Elek Artúr; Lampel, Bp., 1907 (Magyar könyvtár)
- Malomból írt levelek; ford. Rexa Dezsőné; Benkő, Bp., 1909
- Az arles-i leány; ford. Fái J. Béla; Lampel, Bp., 1910 (Fővárosi színházak műsora)
- Maupassant: Erős, mint a halál; ford. ifj. Korányi Frigyes / Daudet: A halhatatlan; ford. Tóth Béla; Révai, Bp., 1911 (Klasszikus regénytár)
- Alphonse Daudet–Adolphe Belot: Sapho. Színmű; ford. Ábrányi Emil; Lampel, Bp., 1913 (Magyar könyvtár)
- Sappho. Regény; ford. Kéri Pál; Athenaeum, Bp., 1915
- Rózsa és Ninácska; Érdekes Újság, Bp., 1919 (Legjobb könyvek)
- Ifjabb Fromont és idősb Risler; ford. Király György; Révai, Bp., 1919 (Klasszikus regénytár. Új sorozat)

### 1920–1944
- Tartarin az Alpokon; ford.Laczkó Géza; Világirodalom, Bp., 1920 (Világirodalom könyvtár)
- Ifjabb Fromont és idősb Risler; ford. Wildner Ödön; Athenaeum, Bp., 1920 (Athenaeum könyvtár)
- A kis izé. Regény; ford. Csetényi Erzsi; Az Ifjúság, Bp., 1920
- Három csöndes mise. Az eredeti teljes szöveg és hű magyar fordítása; ford. H. Szendrői Irma; Lantos, Bp., 1920 (Kétnyelvű klasszikus könyvtár)
- Egy gyermek története. Ifjúsági regény; ford. Csetényi Erzsi; Az Ifjúság, Bp., 1920
- Vidéki dráma. Regény; Érdekes Újság, Bp., 1921 (Legjobb könyvek)
- Gyula diák [Somogyváry Gyula]: Panaszkodnak a magyar szelek; színre alkalm. Lantos Sebestyén [Szabó Endre ] / Lantos Sebestyén: Az utolsó leckeóra. Monológ; Alpohnse Daudet után színre és a jelenlegi magyar viszonyokra alkalm. Lantos Sebestyén; Lampel, Bp., 1921
- Jack. Regény; ford. Szini Gyula; Pallas, Bp., 1921
- Levelek a malomból; ford. Fábry Rezső; Rózsavölgyi, Bp., 1922
- Az erdő titka. Regény; Tolnai, Bp., 1924 (Tolnai regénytára)
- A kis parókia. Regény; ford. Benedek Marcell; Dante, Bp., 1928 (Halhatatlan könyvek)

### 1945–
- Tarasconi Tartarin / Tartarin az Alpokban; ford. Kálnoky László; Ifjúsági, Bp., 1954
- Ifjabb Fromont és idősb Risler; ford. Király György, bev. Hegedüs Géza; Új Magyar Kiadó, Bp., 1956
- Levelek a malomból. Elbeszélések; ford. K. Eckhardt Ilona, utószó, jegyz. Bartócz Ilona; Európa, Bp., 1957 (Világirodalmi kiskönyvtár)
- Dahomey királya; Alphonse Daudet Jack c. regényéből átdolg. Máthé Lydia; Ifjúsági, Bukarest, 1957
- Numa Roumestan. Párizsi erkölcsök. Regény; ford. Dániel Anna; Európa, Bp., 1958
- A nábob. Regény; ford., utószó Szávai Nándor, Szépirodalmi, Bp., 1969 (Olcsó könyvtár)
- Tartarin Afrikában; ford. Kálnoky László, utószó Kormos István; Móra, Bp., 1978 (Mókus könyvek)
- Árvák hajója; ford. Tótfalusi Ágnes; Móra, Bp., 1987